# Didius Severus
Didius Severus (sein Praenomen ist nicht bekannt) war ein im 2. Jahrhundert n. Chr. lebender Angehöriger des römischen Ritterstandes (Eques).
Durch eine Weihinschrift, die beim Kastell Segedunum gefunden wurde und die auf 122/200 datiert wird, ist belegt, dass Severus Präfekt war. Laut John Spaul war er Präfekt der Cohors IIII Lingonum, die in der Provinz Britannia stationiert war.